# Cneu Málio Máximo
Cneu Málio Máximo (em latim: Gnaeus Mallius Maximus) foi um político da gente Mália da República Romana eleito cônsul em 105 a.C. com Públio Rutílio Rufo, depois de vencer as eleições contra Quinto Lutácio Cátulo mesmo sendo um homem novo.

## Carreira
O próprio Málio adotou o cognome "Máximo", o que era uma provocação aberta contra a aristocracia romana. Apesar de sua condição de homem novo, Málio Máximo foi eleito cônsul em 105 a.C. com Públio Rutílio Rufo, vencendo um aristocrata. Cícero retrata-o como sendo um completo inútil. Durante seu mandato, recebeu a Gália Transalpina como província consular.[carece de fontes?]
Quando Málio chegou à sua nova província, teve que enfrentar a completa falta de cooperação do cônsul do ano anterior, o procônsul Quinto Servílio Cepião, o Velho, que o considerava um "arrivista", algo totalmente inaceitável para um aristocrata arrogante e elitista como ele, que se negou a ceder-lhe o comando de suas tropas, como era o costume. Por conta disto, quando os cimbros invadiram a província, encontraram dois exércitos desunidos e sob o comando de dois generais ineptos militarmente. A desastrosa Batalha de Aráusio, travada em 6 de outubro de 105 a.C., se transformou numa derrota completa dos romanos, da qual somente uns poucos sobreviventes escaparam. Málio Máximo perdeu seus filhos e, quando retornou a Roma, foi julgado por "perda de seu exército". Foi defendido por Marco Antônio, o Orador.